# Sos Suhana
Sos Suhana (Nom Pen, Camboya; 4 de abril de 1992) es un futbolista de Camboya que juega en la posición de centrocampista y que actualmente milita en el Nagaworld FC de la Liga C.

## Carrera

### Club
| Periodo   | Club                |
| --------- | ------------------- |
| 2010–2011 | Prek Pra Keila      |
| 2011–2016 | Phnom Penh Crown FC |
| 2016–     | Nagaworld FC        |

### Selección nacional
Debutó con Camboya el 5 de septiembre de 2012 en un empate 0-0 ante Filipinas en un partido amistoso. Su primer gol con la selección nacional lo anotó el 13 de diciembre de 2015 en la derrota por 1-2 ante Singapur por la clasificación de AFC para la Copa Mundial de Fútbol de 2018.
Actualmente es el jugador con más partidos con la selección nacional.		

## Logros
Phnom Penh Crown
- Cambodian League: 2014